# Nazionalismo liberale
Il nazionalismo liberale, noto anche come nazionalismo civico o nazionalismo civile, è una forma di nazionalismo che si associa ad alcune caratteristiche del pensiero liberale, che crede in una forma di nazionalismo compatibile con i valori liberali di libertà, tolleranza, uguaglianza e rispetto dei diritti individuali.

## Storia
Ernest Renan e John Stuart Mill possono essere identificati come i primi nazionalisti liberali. I nazionalisti liberali difendono i valori dell'identità nazionale, che credono essenziali per condurre una vita autonoma e indipendente e che la società democratica ha bisogno di identità nazionale al fine di funzionare correttamente. Il nazionalismo liberale è la forma di nazionalismo in cui lo Stato trae legittimità politica dalla partecipazione attiva dei suoi cittadini. Alcuni principi nazionali liberali inoltre si ritrovano nel pensiero di Jean-Jacques Rousseau e in particolare le sue teorie del contratto sociale, che prendono il nome dal suo libro del 1762 Contratto sociale.
Il nazionalismo liberale, molto vicino alle posizioni politiche dei patrioti, si trova all'interno delle tradizioni del razionalismo e del liberalismo, ma come una forma di nazionalismo che è in contrasto con il nazionalismo etnico. L'adesione civica alla nazione è considerata una scelta volontaria, come si può notare nella frase di Ernest Renan «Qu'est-ce qu'une nation?», con una sorta di «referendum quotidiano» caratterizzato dalla «volontà di vivere insieme» e da qui anche il modo di identificare il nazionalismo liberale come nazionalismo civico, come difatti molto spesso viene definito. Gli ideali civici nazionali influenzarono lo sviluppo della democrazia rappresentativa in Paesi come gli Stati Uniti e la Francia (come la Dichiarazione di indipendenza degli Stati Uniti del 1776 e la Dichiarazione dei diritti dell'uomo e del cittadino del 1789).
Gli Stati in cui predominano le forme civili di nazionalismo sono spesso (ma non sempre) ex colonie, come Stati Uniti, Canada, Messico, Brasile e Argentina, in cui il nazionalismo etnico è difficile da costruire a causa della diversità di etnie all'interno lo Stato. Una notevole eccezione è l'India, un'ex colonia di piantagioni, in cui il nazionalismo civico ha prevalso grazie alla situazione (senza precedenti nel Paese) linguistica, religiosa e di diversità etnica. In Italia durante il Risorgimento i liberali erano allo stesso tempo nazionalisti, proprio per la loro volontà di unificare la penisola. Questo tipo di nazionalismo liberale italiano ebbe il proprio massimo esponente in Cavour. 

## Caratteristiche moderne
I nazionalisti liberali adottano una visione ideologica prettamente nazionalistica e, conseguentemente, sono in genere scettici circa eventuali cessioni di sovranità nazionale a organismi globali o continentali; tuttavia, diversamente dai nazional-conservatori e dai nazionalisti classici, sono favorevoli al mantenimento di uno spirito di collaborazione con le altre nazioni. Essi adottano una visione economica liberista, credendo fortemente nel mercato e nella sua autonomia. Un'altra loro peculiarità è un discreto progressismo in materia di diritti civili: spesso i nazional-liberali si dichiarano favorevoli ai diritti delle coppie omosessuali, al suicidio assistito e alla legalizzazione delle droghe leggere, abbracciando posizioni che essi stessi definiscono liberali e libertarie. Infine, essi propugnano l'inclusività rivolta anche alle minoranze etniche, ritenendo che l'appartenenza nazionale sia dovuta esclusivamente all'adesione dei cittadini ai valori politici e sociali della nazione stessa (e non all'essere discendenti da una stirpe, come propugnato dai nazional-conservatori e dai nazionalisti classici). Riguardo al loro rapporto con le esperienze autoritarie del XX secolo, si dichiarano antifascisti, oltreché ovviamente anticomunisti.

## Partiti politici
Il filone ideologico emerge ancor oggi in alcuni partiti politici. Nel Regno Unito il Partito Conservatore, che sostiene l'unionismo britannico (mantenere e rafforzare l'odierna formazione del Regno Unito, composto da Inghilterra, Galles, Scozia e Irlanda del Nord), il Partito Nazionale Scozzese e il Plaid Cymru (Il Partito del Galles), che sostengono invece l'indipendenza dal Regno Unito, il Partito Social Democratico e Laburista, che supporta una riunificazione dell'Irlanda del Nord con la Repubblica d'Irlanda e il Partito Alleanza del Nord sono nazionalisti civici. Sinn Féin, che supporta anche una Irlanda unita e nei Paesi Bassi, in particolar modo sono definibili nazional-liberali la Lista Pim Fortuyn e, attualmente, il Partito per la libertà di Geert Wilders potrebbe anche essere considerata nazionalista civica. Inoltre il nazionalismo civico nell'Ucraina post-sovietica ha prevalso dopo la rivoluzione arancione. Leader che hanno un'ideologia nazionalista liberale sono Boris Johnson, Vladimir Zelensky e la ministra israeliana Yuli Tamir. E al di fuori dell'Europa il concetto di nazionalismo civico è stato anche usato per descrivere il Partito Repubblicano negli Stati Uniti durante la guerra civile e dai partiti israeliani Yesh Atid e il partito laburista. Il nazionalismo civico non va confuso con i partiti politici nazionalisti etnici, come il partito di estrema destra Partito Nazionale Britannico e molti partiti nazionalisti etnici che sono in Europa, come Forza Nuova in Italia.